# Soamsavali Kitiyakara
Soamsavali Kitiyakara (in thailandese โสมสวลี กิติยากร, Somsawali Kitiyakon; Londra, 13 luglio 1957) è una principessa thailandese, prima cugina da parte di padre e prima moglie, dal 1977 al 1991, dell'allora erede al trono Vajiralongkorn.

## Biografia

### Infanzia ed educazione
La principessa Soamsavali è nata nel 1957 presso il Guy's Hospital di Londra, dove suo padre, l'avvocato Adulakit Kitiyakara (1930-2004), fratello maggiore della regina Sirikit, era studente di legge all'Inn of Court's Middle Temple. Anche da parte di madre, la principessa Bandhu Savali Yugala (1933-2025), discende da Chulalongkorn, e ha una sorella minore, Sarali (8 aprile 1966), sposata con Thiradej Chirathiwat. Quando aveva due anni la sua famiglia tornò in Thailandia.
Nel 1961 iniziò l'asilo nella classe 5 della Chitralada School di palazzo Dusit, in compagnia della cugina Chulabhorn Walailak. Nel 1966 la famiglia si trasferì a Chiang Mai, dove il padre venne nominato giudice, e dal 1967 al 1969 vi frequentò il Regina Coeli College, un istituto femminile. Infine entrò alla Chulalongkorn University Demonstration School e alla Rajini School, entrambe situate a Bangkok.
Nel corso dei suoi anni scolastici studiò danza classica, danza classica thailandese, pianoforte e chitarra.

### Matrimonio e divorzio
Il 19 dicembre 1976, all'età di 19 anni, si tenne il suo fidanzamento ufficiale con il cugino Vajiralongkorn. Si sposarono il 3 gennaio 1977 e nel 1978 nacque la figlia Bajrakitiyabha.
In questo periodo il principe ereditario cominciò a vivere con l'attrice Yuvadhida Polpraserth. Per anni Soamsavali rifiutò di divorziare, ma nel 1991 il marito si rivolse a un tribunale famigliare, accusandola di essere la responsabile della fine del matrimonio.
La principessa non poté controbattere a causa del reato vigente di lesa maestà e le nozze terminarono ufficialmente nel luglio dello stesso anno. Dopo il divorzio, ha mantenuto rapporti di cordialità con Vajiralongkorn e ha continuato a detenere il titolo principesco come membro della famiglia reale.
Ad agosto 1991 lo zio ed ex suocero, Bhumibol Adulyadej, le conferì il titolo di "Soamsavali Phravararajatinuddamatu", che significa "madre del primo nipote del re".

### Attività

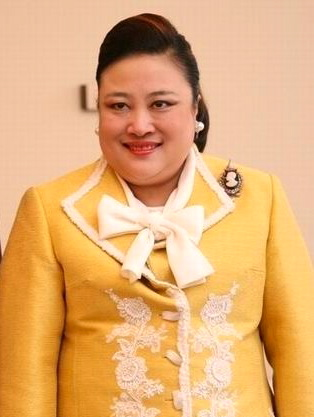
Soamsavali in Polonia nel 2010

Dagli anni '90 i suoi impegni ufficiali riguardano principalmente la lotta all'HIV in Thailandia.
È stata coinvolta nella promozione degli studi sulla trasmissione del virus da madre a figlio e dal 2016, attraverso il Princess Fund, sostiene il programma Princess Prep, il primo servizio di distribuzione della PrEP (profilassi pre-esposizione) per le comunità, utilizzato anche per espandere il sistema sanitario nazionale. Sostiene anche l'istituzione di banche di latte materno e l'innovazione dei test sull'HIV.
Il 22 giugno 2019 è stata nominata, al Chulalongkorn Memorial Hospital, ambasciatrice di buona volontà dell'UNAIDS per la prevenzione dell'HIV in Asia e nel Pacifico. Tra le attività svolte in tale ruolo, a marzo 2020 compì un viaggio in Myanmar, preceduto da una riunione laterale al 35⁰ vertice dell'Associazione delle Nazioni del Sud-est asiatico.
Patrocina una serie di progetti di welfare e salute pubblica, soprattutto nell'ambito della Croce Rossa, e organizzazioni quali la Thalassemia Foundation of Thailand, i Funds for Cancer Treatment in Children, la Bangkhae Home Foundation per i cittadini anziani e l'Associazione per la Promozione dello Stato della Donna.

### Vita personale

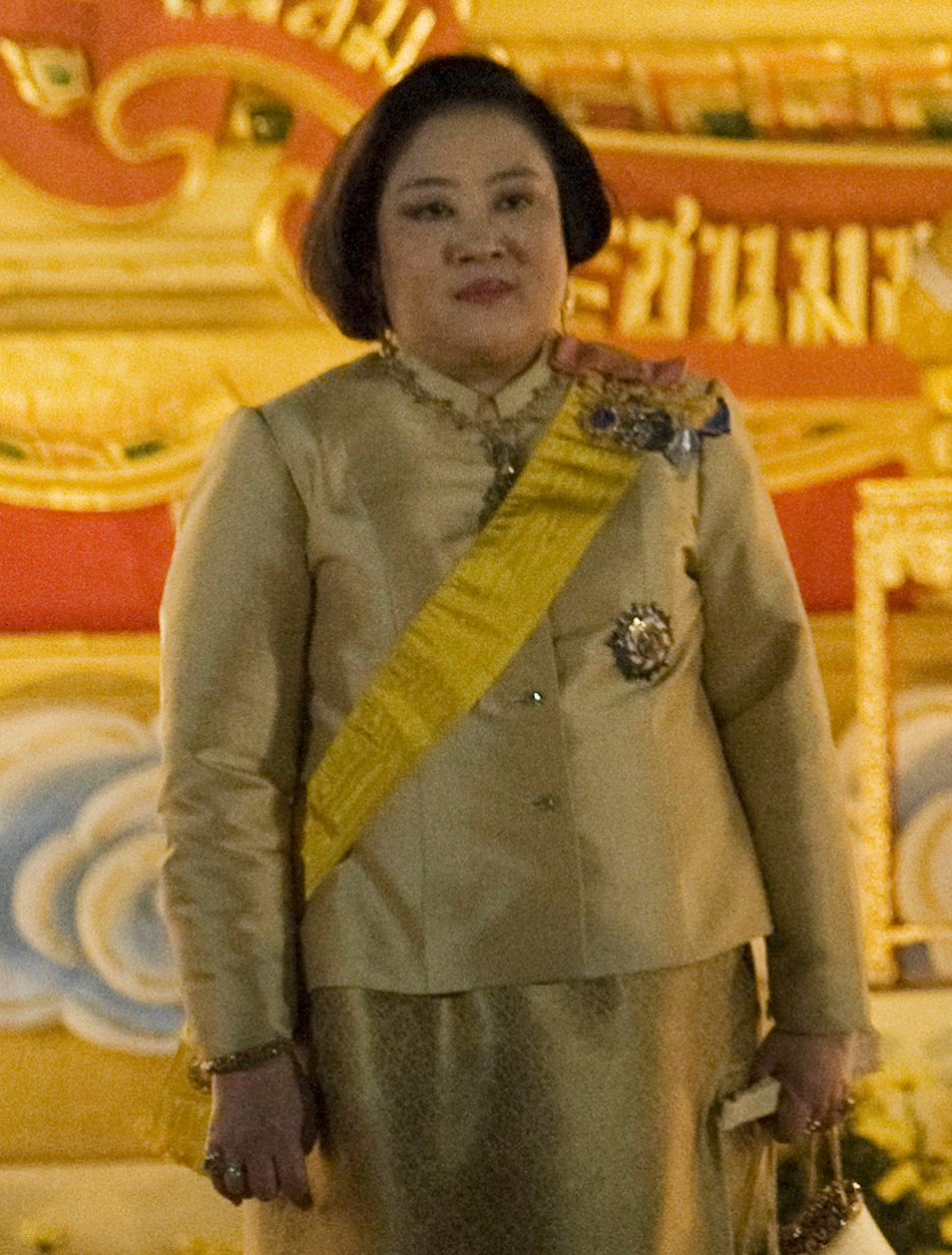
La principessa Soamsavali nel 2010

Nel 1974 recitò nel film Khun Chang-Khun Phaen per Thai Television Channel 4. Nel 2014 vestì i panni della signora New Hulu nel musical Chu Si Tai House, tratto dall'omonimo romanzo di Kukrit Pramoj, per sostenere parzialmente la Princess Pa Foundation, organizzazione attiva dal 1995, di cui è presidentessa onoraria a vita e che opera nel sostegno alle vittime di calamità naturali. Nel 2016 ha preso parte allo spettacolo teatrale The Curtain of Heaven's Criminal Tradition.
La sua passione principale è cucinare. Ha adottato una figlia, Siraphatchara Sophatcharamani or Bai Phlu.